# Pinguely 1'C t CGB

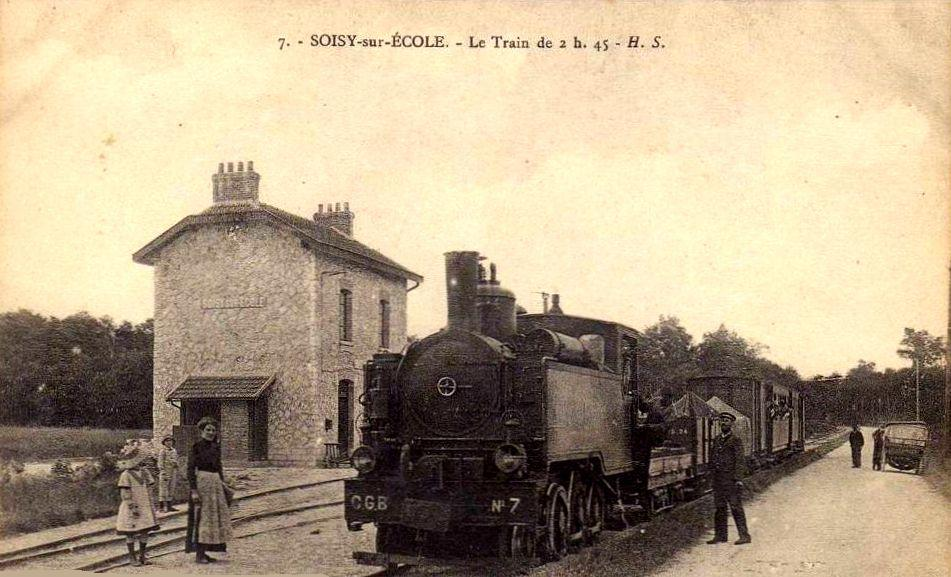
Locomotive n°7 en gare de Soisy-sur-École.

Le type Pinguely 1'C t ou 130T est un type de locomotive à vapeur construite par Pinguely pour la Compagnie des chemins de fer de grande banlieue (CGB). 

## Caractéristiques
- Nombre : 16[réf. nécessaire]  ;
- Numéros : 1-16[réf. nécessaire]  ;
- Écartement : standard (1 435 mm)[réf. nécessaire]  ;
- Type : 130 tender[réf. nécessaire]  ;
- Mise en service : 1909[réf. nécessaire] .